# Rembrandt Pussyhorse
Albums de Butthole Surfers
Cream Corn from the Socket of Davis
(1985) Locust Abortion Technician
(1987)
Rembrandt Pussyhorse est un album de Butthole Surfers, sorti en 1986.

## L'album

### Titres
Tous les titres sont crédités au nom du groupe, sauf mention contraire.
| 1. | Creep in the Cellar       | 2:05 |
| 2. | Sea Ferring               | 4:00 |
| 3. | American Woman            | 5:33 |
| 4. | Waiting for Jimmy to Kick | 2:21 |
| 5. | Strangers Die Everyday    | 3:08 |

| 1. | Perry                   | 3:32 |
| 2. | Whirling Hall of Knives | 4:44 |
| 3. | Mark Says Alright       | 4:08 |
| 4. | In the Cellar           | 3:18 |

### Musiciens
- Gibby Haynes : voix
- Paul Leary : guitare, basse
- Trevor Malcolm : basse sur Sea Ferring et Mark Says Alright
- King Coffey : batterie
- Teresa Nervosa : batterie
- Bob On'Neill : piano sur Creep in the Cellar, orgue sur Perry